# Novejša zgodovina
Novêjša zgodovína je najnovejše zgodovinsko obdobje, ki se začne leta 1918 s koncem 1. svetovne vojne  (konec novega veka) in ga dalje razdelimo tudi na:
- Svet med svetovnima vojnama
- Druga svetovna vojna
- Hladna vojna
- Najnovejša zgodovina